# Syrische Fußballnationalmannschaft (U-23-Männer)
Die syrische U-23-Fußballnationalmannschaft ist eine Auswahlmannschaft syrischer Fußballspieler. Sie untersteht dem syrischen Fußballverband SAF und repräsentiert diesen international auf U-23-Ebene, etwa in Freundschaftsspielen gegen die Auswahlmannschaften anderer nationaler Verbände, bei U-23-Asienmeisterschaften sowie den Fußballturnieren der Olympischen Sommerspiele und der Asienspiele.
Bisher konnte sich die Mannschaft nicht für das olympische Fußballturnier qualifizieren. An der U-23-Asienmeisterschaft nahm Syrien dreimal teil und erreichte 2014 das Viertelfinale. Bei den Asienspielen konnte 2018 ebenfalls das Viertelfinale erreicht werden.
Spielberechtigt sind Spieler, die ihr 23. Lebensjahr noch nicht vollendet haben und die syrische Staatsangehörigkeit besitzen.

## Bilanzen
| Olympische Spiele - 1992 bis 2016: Nicht qualifiziert U-22-/23-Asienmeisterschaften - 2014: Viertelfinale - 2016: Gruppenphase - 2018: Gruppenphase - 2020: Qualifiziert | Asienspiele - 2002: Nicht teilgenommen - 2006: Gruppenphase - 2010 bis 2014: Nicht teilgenommen - 2018: Viertelfinale |